# Hallenmasters Winterthur 2008
Die Hallenmasters 2008 war die dritte Austragung der Hallenmasters in Winterthur. Am Samstag sahen rund 1'200 Zuschauer den Finalsieg des FC Wil über deren Kantonsrivalen FC St. Gallen, die Frauenmasters konnten erstmals vom FC Diessenhofen gewonnen werden.

## Männer

### Teilnehmer
- FC Aarau (Super League)
- Concordia Basel (Challenge League)
- FC Schaffhausen (Challenge League)
- FC St. Gallen (Super League)
- FC Winterthur (Challenge League)
- FC Wil (Challenge League)

### Gruppe A
|                 | Ergebnis |               |
| --------------- | -------- | ------------- |
| FC Winterthur   | 3:2      | FC Aarau      |
| FC Schaffhausen | 4:3      | FC Aarau      |
| FC Schaffhausen | 3:1      | FC Winterthur |

### Gruppe B
|               | Ergebnis |                 |
| ------------- | -------- | --------------- |
| FC St. Gallen | 5:5      | Concordia Basel |
| FC St. Gallen | 2:1      | FC Wil          |
| FC Wil        | 5:2      | Concordia Basel |

### Halbfinale
|               | Ergebnis  |                 |
| ------------- | --------- | --------------- |
| FC Wil        | 7:6 n. P. | FC Schaffhausen |
| FC St. Gallen | 6:4       | FC Winterthur   |

### Finale
|        | Ergebnis |               |
| ------ | -------- | ------------- |
| FC Wil | 4:1      | FC St. Gallen |

### Spiel um Platz 3
|               | Ergebnis |                 |
| ------------- | -------- | --------------- |
| FC Winterthur | 7:4      | FC Schaffhausen |

### Spiel um Platz 5
|          | Ergebnis |                 |
| -------- | -------- | --------------- |
| FC Aarau | 5:3      | Concordia Basel |

## Frauen
Das Frauenturnier konnte erstmals vom FC Diessenhofen für sich entschieden werden, die im Finale gegen die bisherigen Siegerinnen des FFC Seebach mit 4:0 durchsetzten. Im kleinen Final konnte sich der SC Veltheim mit einem 4:0 gegen den FC Zürich Affoltern durchsetzen.

## Übrige Turniere
- Am Regionalmasters konnte sich der Winterthurer Quartierverein Phönix Seen an der dritten Finalteilnahme zum zweiten Mal durchsetzen.
- Das Seniorenturnier wurde zum dritten Mal in Folge vom Team Puls Sport gewonnen, dass mit diversen Altstars wie Murat Yakin, Ratinho, René Weiler, Erich Hürzeler und Petar Alexandrow wiederum gut besetzt war.[4]